# Цупер Алла Петрівна
Цупер Алла Петрівна (біл. Цупер Ала Пятроўна; 16 квітня 1979 року, Ровно, СРСР) — українська та білоруська фристайлістка, олімпійська чемпіонка. До 1999 року представляла Україну.
У дитинстві займалася спортивною гімнастикою. Коли дівчині було 13 років, миколаївські тренери Віталій Шведов і Юрій Кобельник, де діяв лижний трамплін, запроновували Аллі спробувати себе в лижній акробатиці і вона погодилася. У 1992 році вона поступила в училище фізичної культури в Миколаєві, паралельно займалася фристайлом.
Учасниця шести зимових Олімпіад. На першій з них, у 1998 році представляла Україну, на всіх інших — Білорусь. На Олімпіаді в Сочі 2014 року стала чемпіонкою, після чого оголосила про завершення кар'єри. Але 2018 року 38-річна спортсменка взяла участь у зимовій олімпіаді в Сеулі, де посіла 4-те місце.